# 米克·麦格拉思
米克·麦格拉思（英語：Mick McGrath，1947年11月28日—），澳大利亚男子田径运动员。他曾代表澳大利亚参加1970年和1974年英联邦运动会田径比赛，获得一枚银牌。他也曾参加1972年夏季奥运会。